# 南昌格菱
南昌格菱（学名：Trapa pseudoincisa var. nanchangensis）是千屈菜科菱属格菱的变种。分布于中国大陆的江西等地，多生长在水沟、效区的池塘或水田中，目前尚未由人工引种栽培。